# Pfaffing (Obing)
Pfaffing, alternativ im 16. Jahrhundert auch Pfeffing geschrieben, ist ein Gemeindeteil der Gemeinde Obing im oberbayerischen Landkreis Traunstein.

## Geschichte
Bereits 1180 ist für Obing von einem Pfarrsitz die Rede. Dass dieser mit einem Pfarrhof in Pfaffing zu identifizieren ist, liegt nahe, weil 1179–1181/82 Graf Siboto IV. von Neuburg-Falkenstein das Pfarrhaus dem Pfarrer verleiht, wobei Ascuin (Aschwinus) und Bernhard (Pernhardus) de Phaphingen als Zeugen fungieren. Nach dem Obinger Pfaffing gehören die 1288 erwähnten Konrad und Wernhard de Pfaffingen. Letztere waren wegen ihres Gutes in Waldhaiming mit dem Stift Raitenhaslach in Streit geraten.
Nach Wiguleus Hund (1514–1588) wäre Aschwin neben Pabo, Dietrich, Pilgrim und Wernher Söhne von Sigboto Päffinger. Von letztere geht die Salmannskirchener Linie aus. Pabo und Dietrich werden hingegen traditionell dem Pfaffing im Landkreis Rosenheim zugeordnet.
1427 und 1433 wird die Pfarrhofkirche St. Achatius in Pfaffing mit drei Altären erwähnt. Sie stand neben dem Pfarrhof und wurde im Zuge der Säkularisation abgerissen.

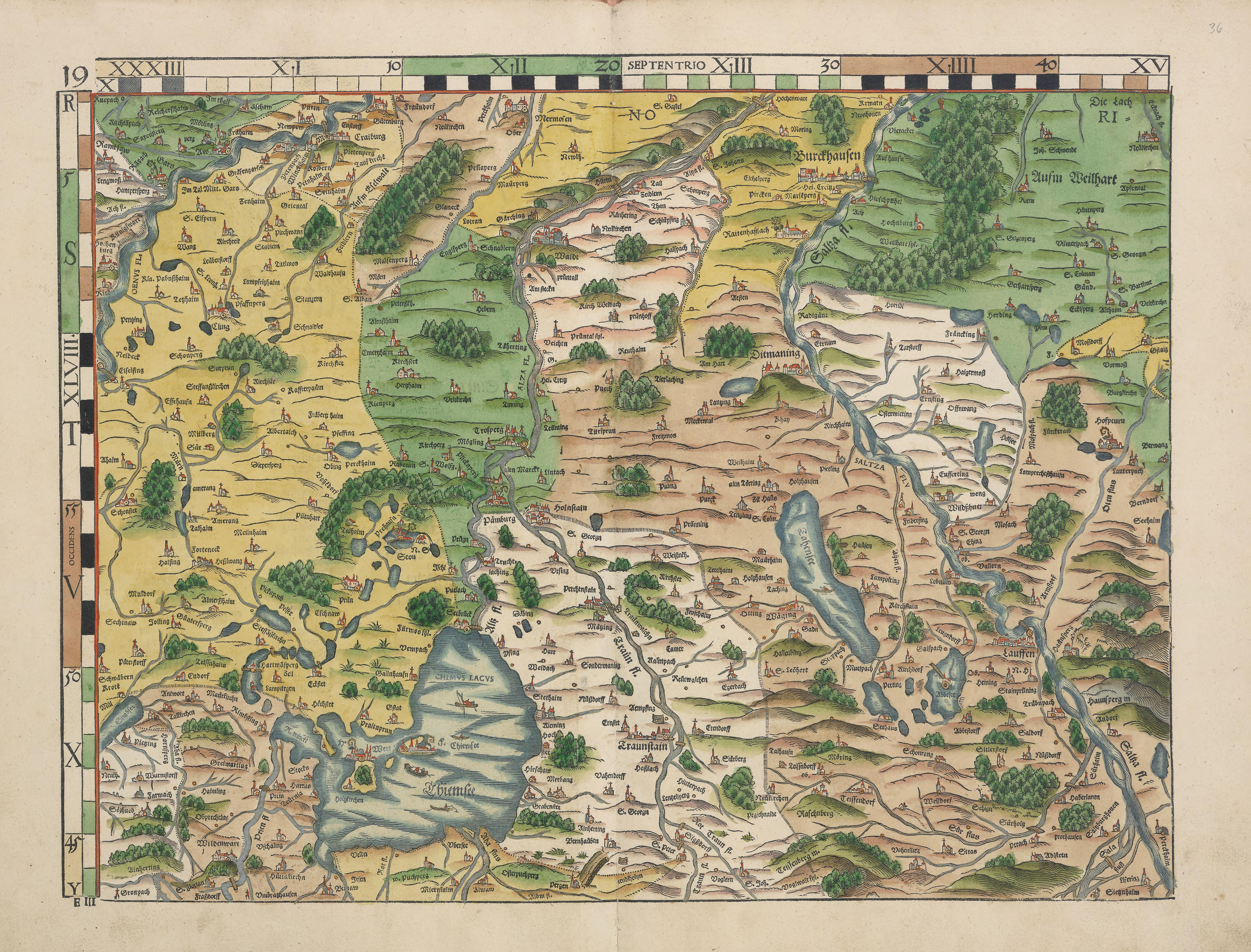
Pfaffing als Pfeffing auf Apians Bairischen Landtafeln

Auf Philipp Apians Bairischen Landtafeln von 1568 ist es auf Tafel 19 als Pfeffing verzeichnet.
Der Pfarrhof wurde unter Abt Columban II. von Kloster Seeon 1717 neu erbaut. In ihm waren Leopold Mozart und sein Sohn Wolfgang Amadeus zu Gast.
1847 verfügt Pfaffing laut einer Statistik von Huhn über 8 Häuser und 52 Einwohner, 1874 ist in der kirchlichen Statistik von 8 Häusern mit 57 Einwohnern die Rede. Die Bavaria von 1868 spricht von 43 Einwohnern und 22 Gebäuden.
Kurz vor der Zerstörung des Residenztheaters (Cuvilliés-Theater) im März 1944 war die kostbare Innenausstattung des Zuschauerraumes ausgebaut und zur Hälfte in das Obinger Pfarrhaus in Pfaffing eingelagert worden und hat dort im Speicher den Krieg relativ unbeschadet überstanden, während die andere Hälfte aufgrund der Kellerfeuchte in der Kelheimer Befreiungshalle sich in ihre Bestandteile aufgelöst hatte.

## Baudenkmäler
Die Liste der Baudenkmäler in Pfaffing weist zwei Gebäude aus, das ehemalige Pfarrhaus aus dem beginnenden 18. Jahrhundert und den Ortnerhof als stattliche, geschlossene Vierseitanlage aus dem letzten Viertel des 19. Jahrhunderts.